# Келли, Патрик Джозеф (епископ)
Патрик Джозеф Келли (англ. Patrick Joseph Kelly SMA, 31 августа 1894 года, Баллинасло, Ирландия — 18 августа 1991 год, Бенин-Сити, Нигерия) — католический прелат, миссионер, апостольский викарий Западной Нигерии с 11 декабря 1939 года и епископ Бенин-Сити с 18 апреля 1950 года по 5 июля 1973 год, член монашеской миссионерской конгрегации «Общество африканских миссий».

## Биография
29 июня 1921 года Патрик Джозеф Келли был рукоположён в священника в миссионерской конгрегации «Общество африканских миссий».
11 декабря 1939 года Римский папа Пий XII назначил Патрика Джозефа Келли титулярным епископом Тигники и апостольским викарием Западной Нигерии. 2 июня 1940 года состоялось рукоположение Патрика Джозефа Келли в епископа, которое совершил епископ Клонферта Джон Дигнан в сослужении с епископом Дромора Эдвардом Мулхерном и апостольским викарием Занзибара и титулярным епископом Кары Джоном Джеральдом Невиллом.
18 апреля 1950 года апостольский викариат Западной Нигерии был преобразован в епархию Бенин-Сити и Патрик Джозеф Келли стал ей первым епископом.
Участвовал в работе I, II, III и IV сессиях Второго Ватиканского собора.
5 июля 1973 года Патрик Джозеф Келлиподал в отставку. Скончался 18 августа 1991 года в городе Бенин-Сити.